# Ultima III: Exodus
Ultima III: Exodus (originalmente lançado como Exodus: Ultima III) é um jogo eletrônico de RPG desenvolvido e publicado pela Origin Systems, e o terceiro jogo da série Ultima. Já foi creditado como um dos jogos mais influentes de todos os tempos e um dos RPGs mais importantes, influenciando jogos como Dragon Quest e Final Fantasy.